# Tephrosia perrieri
Tephrosia perrieri är en ärtväxtart som beskrevs av René Viguier. Tephrosia perrieri ingår i släktet Tephrosia och familjen ärtväxter. Inga underarter finns listade i Catalogue of Life.